# La Revue blanche
La Revue blanche (Ревю Бланш) — французский литературно-художественный журнал, издававшийся в 1889—1903 годах и сотрудничавший со многими известными писателями и художниками того времени.

## История
Был основан и издавался братьями Натансон (Александром, Таде и Луи-Альфредом). Появился в качестве соперника известного журнала «Mercure de France». Жена Таде Натансона, Мися, помогала в издании и стала моделью к нескольким иллюстрациям. Секретарями редакции были Люсьен Мюльфельд, Леон Блюм и Феликс Фенеон (1896—1903).

## Основные сотрудники
- Гийом Аполлинер
- Леон Блюм
- Поль Верлен
- Клод Дебюсси
- Кеес ван Донген
- Альфред Жарри
- Андре Жид
- Гюстав Кан
- Леонетто Каппелло
- Поль Клодель
- Октав Мирбо
- Шарль Пеги
- Марсель Пруст
- Мися Серт
- Анри де Тулуз-Лотрек
- Феликс Фенеон